# 河佐駅
河佐駅（かわさえき）は、広島県府中市久佐町にある、西日本旅客鉄道（JR西日本）福塩線の駅である。

## 歴史
- 1938年（昭和13年）7月28日：鉄道省福塩線府中町駅（現・府中駅） - 上下駅間延伸時に開設[2]。一般駅[2]。
- 1970年（昭和45年）12月10日：貨物取扱廃止[2]。
- 1983年（昭和58年）4月5日：簡易委託駅化[3]。
- 1987年（昭和62年）4月1日：国鉄分割民営化に伴い、西日本旅客鉄道（JR西日本）の駅となる[2]。
- 1989年（平成元年）4月20日：八田原ダム建設に伴い、当駅 - 備後三川駅間を八田原トンネル経由新ルートに付替え[2]。なお、旧ルートにあった八田原駅はこの際廃止となった[2]。
- 2008年（平成20年）4月1日：簡易委託解除、終日無人駅化。

## 駅構造
相対式ホーム2面2線を有する列車交換可能な地上駅。駅舎は上りホーム側にあり、両ホームは三次方にある構内踏切で連絡している。下りホーム側にも出入口が設置されている。
三次鉄道部管理の無人駅。1983年（昭和58年）の無人駅化以降、駅前商店が乗車券を発売する簡易委託駅であったが、2008年（平成20年）3月末日限りで発売終了した。

### のりば
| のりば | 路線   | 方向 | 行先           |
| ------ | ------ | ---- | -------------- |
| 1      | 福塩線 | 上り | 府中・福山方面 |
| 2      | 福塩線 | 下り | 塩町・三次方面 |

付記事項
- のりば番号は到着アナウンスで言及されるのみである。
- 下りホーム（2番のりば）からは府中方面への折返しに対応している。2002年3月22日までは当駅で折返す列車も設定されていたが、現行ダイヤでは設定されていない。

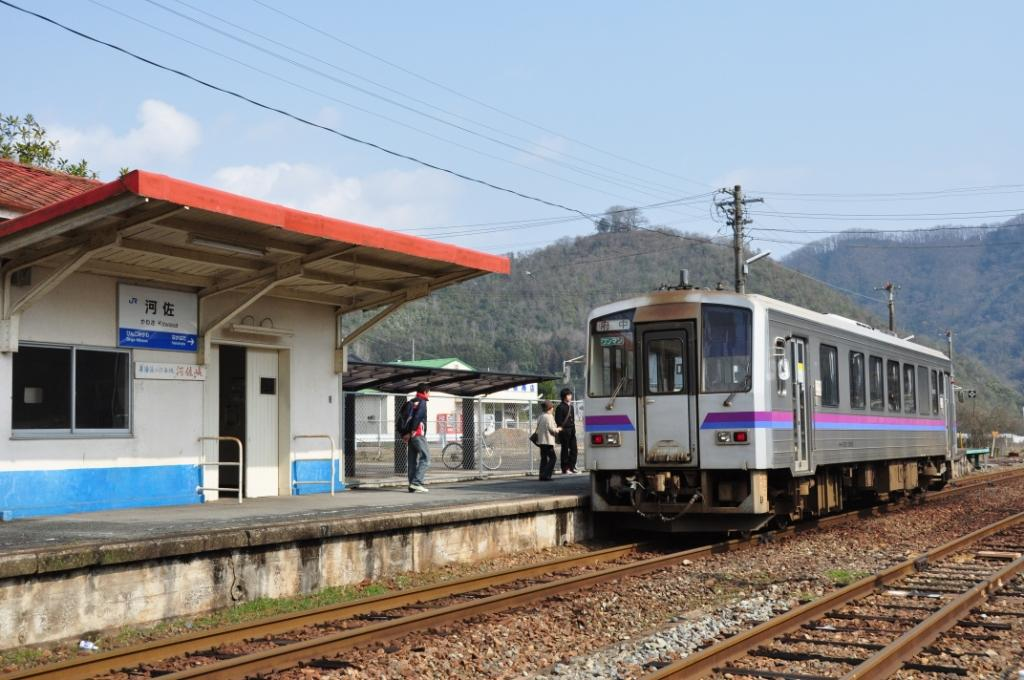
構内（2009年2月）
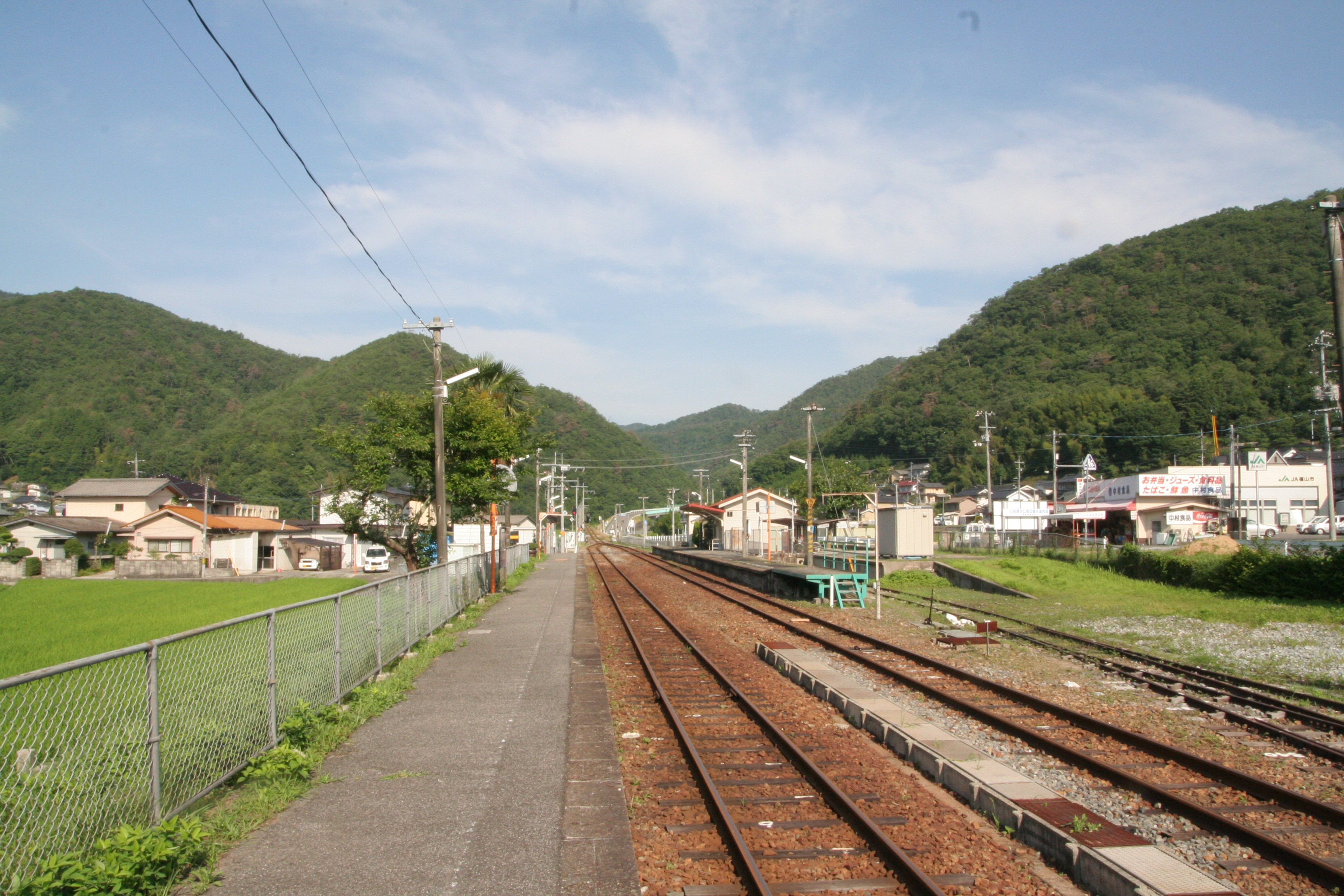
構内（2008年7月）

## 利用状況
近年の1日平均乗車人員の推移は以下の通り。
| 年度               | 1日平均 乗車人員 |
| ------------------ | ---------------- |
| 1996年（平成08年） | 189              |
| 1997年（平成09年） | 180              |
| 1998年（平成10年） | 157              |
| 1999年（平成11年） | 149              |
| 2000年（平成12年） | 145              |
| 2001年（平成13年） | 132              |
| 2002年（平成14年） | 118              |
| 2003年（平成15年） | 107              |
| 2004年（平成16年） | 103              |
| 2005年（平成17年） | 96               |
| 2006年（平成18年） | 88               |
| 2007年（平成19年） | 86               |
| 2008年（平成20年） | 81               |
| 2009年（平成21年） | 47               |
| 2010年（平成22年） | 49               |
| 2011年（平成23年） | 44               |
| 2012年（平成24年） | 38               |
| 2013年（平成25年） | 32               |
| 2014年（平成26年） | 28               |
| 2015年（平成27年） | 28               |
| 2016年（平成28年） | 26               |
| 2017年（平成29年） | 25               |
| 2018年（平成30年） | 19               |
| 2019年（令和元年） | 16               |
| 2020年（令和2年）  | 18               |

## 駅周辺
- 河佐峡：天然の淡水浴場
- 八田原ダム：芦田川水系ダム

## 隣の駅
西日本旅客鉄道（JR西日本）
 福塩線
中畑駅 - 河佐駅 - 備後三川駅
前述の通り、1989年のルート変更以前は、河佐駅 - 備後三川駅間に八田原駅が存在した。